# Olympische Jugend-Winterspiele 2012/Teilnehmer (Österreich)
| Gelbes Symbol für Goldmedaillen mit stilisierten Olympischen Ringen | Graues Symbol für Silbermedaillen mit stilisierten Olympischen Ringen | Braundes Symbol für Bronzemedaillen mit stilisierten Olympischen Ringen |
| ------------------------------------------------------------------- | --------------------------------------------------------------------- | ----------------------------------------------------------------------- |
| 6                                                                   | 4                                                                     | 3                                                                       |

Österreich nahm an den Olympischen Jugend-Winterspielen 2012 in Innsbruck mit 81 Athleten in allen 15 Sportarten teil.

## Sportarten

### Biathlon
| Athleten                                                                | Wettbewerb                         | Zeit (Schießfehler) | Rang |
| ----------------------------------------------------------------------- | ---------------------------------- | ------------------- | ---- |
| Jungen                                                                  |                                    |                     |      |
| Thorsten Bischof                                                        | 7,5 km Sprint                      | 22:17,7 min (4)     | 28   |
| Thorsten Bischof                                                        | 10 km Verfolgung                   | 31:38,8 min (3)     | 13   |
| Michael Pfeffer                                                         | 7,5 km Sprint                      | 20:35,3 min (3)     | 10   |
| Michael Pfeffer                                                         | 10 km Verfolgung                   | 31:51,1 min (9)     | 15   |
| Mädchen                                                                 |                                    |                     |      |
| Julia Reisinger                                                         | 6 km Sprint                        | 18:24,0 min (1)     | 7    |
| Julia Reisinger                                                         | 7,5 km Verfolgung                  | 29:03,3 min (2)     | 6    |
| Gemischt                                                                |                                    |                     |      |
| Julia Reisinger Magdalena Millinger Michael Pfeffer Thorsten Bischof    | Mixed-Staffel                      | 1:19:05,3 h (4+16)  | 13   |
| Julia Reisinger Lisa Unterweger Michael Pfeffer Alexander Gotthalmseder | Mixed-Staffel Skilanglauf/Biathlon | 1:06:22,9 h (2+5)   | 7    |

### Bob
| Athleten                          | Wettbewerb | Durchgang 1 | Durchgang 2 | Gesamt      | Gesamt |
| Athleten                          | Wettbewerb | Zeit        | Zeit        | Zeit        | Rang   |
| --------------------------------- | ---------- | ----------- | ----------- | ----------- | ------ |
| Jungen                            |            |             |             |             |        |
| Benjamin Maier Robert Ofensberger | Zweierbob  | 54,60 s     | 54,63 s     | 1:49,23 min | Silber |

### Curling
| Athleten                                                            | Wettbewerb | Gruppenrunde | Gruppenrunde | Viertelfinale      | Viertelfinale      | Halbfinale         | Halbfinale         | Spiel um Bronze    | Spiel um Bronze    | Spiel um Bronze |
| Athleten                                                            | Wettbewerb | Siege        | Niederlagen  | Gegner             | Ergebnis           | Gegner             | Ergebnis           | Gegner             | Ergebnis           | Rang            |
| ------------------------------------------------------------------- | ---------- | ------------ | ------------ | ------------------ | ------------------ | ------------------ | ------------------ | ------------------ | ------------------ | --------------- |
| Gemischt                                                            |            |              |              |                    |                    |                    |                    |                    |                    |                 |
| Mathias Genner, Camilla Schnabel, Martin Reichel, Irena Brettbacher | Team       | 2            | 5            | nicht qualifiziert | nicht qualifiziert | nicht qualifiziert | nicht qualifiziert | nicht qualifiziert | nicht qualifiziert | 14              |

### Eishockey

#### Jungen
| Osterreich | Spielerinnen Stefan Müller, Thomas Stroj, Mathias Hagen, Fabian Kau, Erik Kirchschläger, Tobias Oberauer, Lukas Telsnig, Felix Urstöger, Maximillian Egger, Stefan Gaffal, Mario Huber, Nikolaus Kraus, Manuel Rosenlechner, Sandro Seifried, Stefan Manuel Trost, Nikolaus Zierer, Dominic Zwerger Trainer: Kurt Harand |

Gruppenphase
| Pl. |                    | Sp | S | OTS | OTN | N | Tore  | Punkte |
| 1.  | Russland           | 4  | 3 | 0   | 0   | 1 | 25:09 | 9      |
| 2.  | Kanada             | 4  | 2 | 1   | 0   | 1 | 20:07 | 8      |
| 3.  | Finnland           | 4  | 2 | 0   | 1   | 1 | 13:11 | 7      |
| 4.  | Vereinigte Staaten | 4  | 2 | 0   | 0   | 2 | 14:18 | 6      |
| 5.  | Österreich         | 4  | 0 | 0   | 0   | 4 | 03:30 | 0      |

#### Mädchen
| Osterreich | Spielerinnen Nicole Arnberger, Julia Frick, Tamara Grascher, Alexandra Gürtler, Victoria Hummel, Anna Katharina Iberer, Martina Kneß, Anja List, Paula Camilla Marchardt, Anna Meixner, Anna Meixner, Julia Pechmann, Paulina Polczik, Noemi Prosenz, Anna Schmid, Luisa Steiner, Julia Willenshofer Trainer: Christian Yngve |

Gruppenphase
| Pl. |             | Sp | S | OTS | OTN | N | Tore  | Punkte |
| 1.  | Schweden    | 4  | 4 | 0   | 0   | 0 | 43:0  | 12     |
| 2.  | Österreich  | 4  | 3 | 0   | 0   | 1 | 22:06 | 9      |
| 3.  | Deutschland | 4  | 2 | 0   | 0   | 2 | 12:16 | 6      |
| 4.  | Kasachstan  | 4  | 1 | 0   | 0   | 3 | 03:28 | 3      |
| 5.  | Slowakei    | 4  | 0 | 0   | 0   | 4 | 01:31 | 0      |

 Halbfinale 
| 13. Januar 2012 16:30 Uhr | Österreich | 2:0 (0:0, 2:0, 0:0) | Deutschland | Tiroler Wasserkraft Arena, Innsbruck |

 Finale 
| 22. Januar 2012 10:00 Uhr | Schweden | 3:0 (1:0, 1:0, 1:0) | Österreich | Tiroler Wasserkraft Arena, Innsbruck |

### Eiskunstlauf
| Athleten                         | Wettbewerb | Kurzprogramm | Kurzprogramm | Free Skating/Dance | Free Skating/Dance | Gesamt | Gesamt |
| Athleten                         | Wettbewerb | Punkte       | Rang         | Punkte             | Rang               | Punkte | Rang   |
| -------------------------------- | ---------- | ------------ | ------------ | ------------------ | ------------------ | ------ | ------ |
| Jungen                           |            |              |              |                    |                    |        |        |
| Manuel Drechsler                 | Einzel     | 28,62        | 15           | 56,46              | 16                 | 85,08  | 15     |
| Mädchen                          |            |              |              |                    |                    |        |        |
| Nina Larissa Wolfslast           | Einzel     | 34,45        | 12           | 61,81              | 13                 | 96,26  | 13     |
| Paar                             |            |              |              |                    |                    |        |        |
| Christine Smith Simon Eisenbauer | Eistanz    | 32,22        | 9            | 46,04              | 9                  | 78,36  | 9      |

### Eisschnelllauf
| Athleten            | Wettbewerb  | Durchgang 1 | Durchgang 2 | Gesamt      | Gesamt |
| Athleten            | Wettbewerb  | Zeit        | Zeit        | Zeit        | Rang   |
| ------------------- | ----------- | ----------- | ----------- | ----------- | ------ |
| Jungen              |             |             |             |             |        |
| Thomas Petutschnigg | 500 m       | 41,44 s     | 41,73 s     | 83,17 s     | 13     |
| Thomas Petutschnigg | Massenstart |             |             | 7:20,39 min | 30     |
| Manuel Vogl         | 1500 m      |             |             | 2:05,32 min | 13     |
| Manuel Vogl         | 3000 m      |             |             | 4:27,27 min | 10     |
| Manuel Vogl         | Massenstart |             |             | 7:14,51 min | 8      |

### Freestyle-Skiing

#### Halfpipe
| Athleten          | Wettbewerb | Qualifikation | Qualifikation | Finale       | Finale |
| Athleten          | Wettbewerb | Punkte        | Rang          | Punkte       | Rang   |
| ----------------- | ---------- | ------------- | ------------- | ------------ | ------ |
| Jungen            |            |               |               |              |        |
| Daniel Walchhofer | Halfpipe   | 52,75 Punkte  | 11            | 66,25 Punkte | 9      |
| Mädchen           |            |               |               |              |        |
| Elisabeth Gram    | Halfpipe   | 87,00 Punkte  | 1             | 84,75 Punkte | Gold   |

#### Skicross
| Athleten        | Wettbewerb | Qualifikation | Qualifikation | Vorlauf  | Vorlauf  | Halbfinale | Finale   |
| Athleten        | Wettbewerb | Zeit          | Rang          | Punkte   | Rang     | Position   | Position |
| --------------- | ---------- | ------------- | ------------- | -------- | -------- | ---------- | -------- |
| Jungen          |            |               |               |          |          |            |          |
| Michael Schatz  | Skicross   | 57,76 s       | 6             | Abgesagt | Abgesagt | Abgesagt   | Abgesagt |
| Mädchen         |            |               |               |          |          |            |          |
| Michaela Heider | Skicross   | 58,38 s       | Gold          | Abgesagt | Abgesagt | Abgesagt   | Abgesagt |

### Nordische Kombination
| Athleten         | Wettbewerb                    | Skispringen | Skispringen | Skispringen   | Langlauf    | Langlauf |
| Athleten         | Wettbewerb                    | Punkte      | Rang        | Zeitrückstand | Zeit        | Rang     |
| ---------------- | ----------------------------- | ----------- | ----------- | ------------- | ----------- | -------- |
| Jungen           |                               |             |             |               |             |          |
| Paul Gerstgraser | Normalschanze / 5 km Langlauf | 116,8       | 12          | 1:23 min      | 27:48,7 min | 8        |

### Rennrodeln
| Athleten                  | Wettbewerb   | Durchgang 1 | Durchgang 2 | Gesamt       | Gesamt |
| Athleten                  | Wettbewerb   | Zeit        | Zeit        | Zeit         | Rang   |
| ------------------------- | ------------ | ----------- | ----------- | ------------ | ------ |
| Jungen                    |              |             |             |              |        |
| Armin Frauscher           | Einsitzer    | 40,093 s    | 40,199 s    | 1:20,292 min | 9      |
| David Gleirscher          | Einsitzer    | 40,218 s    | 40,602 s    | 1:20,820 min | 17     |
| Lorenz Koller Thomas Steu | Doppelsitzer | 43,013 s    | 42,999 s    | 1:26,012 min | 6      |
| Mädchen                   |              |             |             |              |        |
| Miriam Kastlunger         | Einsitzer    | 40,107 s    | 40,090 s    | 1:20,197 min | Gold   |
| Nina Prock                | Einsitzer    | 40,247 s    | 40,352 s    | 1:20,599 min | 4      |

| Athleten                                                    | Wettbewerb  | Mädchen  | Junge    | Doppel   | Gesamt       | Gesamt |
| Athleten                                                    | Wettbewerb  | Zeit     | Zeit     | Zeit     | Zeit         | Rang   |
| ----------------------------------------------------------- | ----------- | -------- | -------- | -------- | ------------ | ------ |
| Gemischt                                                    |             |          |          |          |              |        |
| Miriam Kastlunger Armin Frauscher Thomas Steu Lorenz Koller | Teamstaffel | 44,676 s | 46,902 s | 47,285 s | 2:18,863 min | Bronze |

### Shorttrack
| Athleten          | Wettbewerb | Viertelfinale | Viertelfinale | Halbfinale   | Halbfinale | Finale       | Finale |
| Athleten          | Wettbewerb | Zeit          | Rang          | Zeit         | Rang       | Zeit         | Rang   |
| ----------------- | ---------- | ------------- | ------------- | ------------ | ---------- | ------------ | ------ |
| Jungen            |            |               |               |              |            |              |        |
| Dominic Andermann | 500 m      | 48,312 s      | 4             | 47,751 s     | 2          | 50,729 s     | 12     |
| Dominic Andermann | 1000 m     | 1:39,869 min  | 4             | 1:38,822 min | 4          | 1:39,097 min | 14     |
| Mädchen           |            |               |               |              |            |              |        |
| Melanie Brantner  | 500 m      | 53,635 s      | 4             | 51,375 s     | 3          | 51,150 s     | 15     |
| Melanie Brantner  | 1000 m     | 1:46,275 min  | 4             | 1:47,437 min | 3          | 1:46,885 min | 13     |

### Skeleton
| Athleten       | Durchgang 1 | Durchgang 2 | Gesamt      | Gesamt |
| Athleten       | Zeit        | Zeit        | Zeit        | Rang   |
| -------------- | ----------- | ----------- | ----------- | ------ |
| Jungen         |             |             |             |        |
| Stefan Geisler | 57,11 s     | 57,59 s     | 1:54,70 min | Silber |
| Mädchen        |             |             |             |        |
| Carina Mair    | -           | 58,40 s     | 58,40 s     | Silber |

### Ski Alpin
| Athleten             | Wettbewerb   | Durchgang 1 | Durchgang 2        | Gesamt             | Gesamt             |
| Athleten             | Wettbewerb   | Zeit        | Zeit               | Zeit               | Rang               |
| -------------------- | ------------ | ----------- | ------------------ | ------------------ | ------------------ |
| Jungen               |              |             |                    |                    |                    |
| Mathias Graf         | Super-G      |             |                    | 1:05,62 min        | 10                 |
| Mathias Graf         | Riesenslalom | 58,34 s     | DNF                | -                  | -                  |
| Mathias Graf         | Slalom       | 40,16 s     | 40,19 s            | 1:20,35 min        | Bronze             |
| Mathias Graf         | Kombination  | 1:04,16 min | 38,51 s            | 1:42,67 min        | 7                  |
| Marco Schwarz        | Super-G      |             |                    | DNF                | DNF                |
| Marco Schwarz        | Riesenslalom | 57,31 s     | 54,39 s            | 1:51,70 min        | Gold               |
| Marco Schwarz        | Slalom       | DNF         | nicht qualifiziert | nicht qualifiziert | nicht qualifiziert |
| Marco Schwarz        | Kombination  | 1:03,32 min | 37,13 s            | 1:40,45 min        | Gold               |
| Mädchen              |              |             |                    |                    |                    |
| Christina Ager       | Super-G      |             |                    | 1:06,06 min        | Bronze             |
| Christina Ager       | Riesenslalom | 58,90 s     | 1:00,23 min        | 1:59,13 min        | 9                  |
| Christina Ager       | Slalom       | 41,89 s     | DNF                | -                  | -                  |
| Christina Ager       | Kombination  | DNF         | nicht qualifiziert | nicht qualifiziert | nicht qualifiziert |
| Martina Rettenwender | Super-G      |             |                    | 1:06,10 min        | 5                  |
| Martina Rettenwender | Riesenslalom | 59,33 s     | DNF                | -                  | -                  |
| Martina Rettenwender | Slalom       | DNF         | nicht qualifiziert | nicht qualifiziert | nicht qualifiziert |
| Martina Rettenwender | Kombination  | 1:05,84 min | 36,41 s            | 1:42,25 min        | 5                  |

| Athleten                                                       | Wettbewerb     | Achtelfinale | Viertelfinale | Halbfinale        | Finale         | Finale |
| Athleten                                                       | Wettbewerb     | Ergebnis     | Ergebnis      | Ergebnis          | Ergebnis       | Rang   |
| -------------------------------------------------------------- | -------------- | ------------ | ------------- | ----------------- | -------------- | ------ |
| Gemischt                                                       |                |              |               |                   |                |        |
| Martina Rettenwender Marco Schwarz Christina Ager Mathias Graf | Teamwettbewerb | Kanada 4 – 0 | -             | Frankreich 2+ – 2 | Norwegen 3 – 1 | Gold   |

### Skilanglauf
| Athleten                | Wettbewerb      | Qualifikation | Qualifikation | Viertelfinale | Viertelfinale | Halbfinale         | Halbfinale         | Finale             | Finale             |
| Athleten                | Wettbewerb      | Zeit          | Rang          | Zeit          | Rang          | Zeit               | Rang               | Zeit               | Rang               |
| ----------------------- | --------------- | ------------- | ------------- | ------------- | ------------- | ------------------ | ------------------ | ------------------ | ------------------ |
| Jungen                  |                 |               |               |               |               |                    |                    |                    |                    |
| Alexander Gotthalmseder | 10 km klassisch |               |               |               |               |                    |                    | 32:34,6 min        | 26                 |
| Alexander Gotthalmseder | Sprint          | 1:49,96 min   | 27            | 1:52,2 min    | 5             | nicht qualifiziert | nicht qualifiziert | nicht qualifiziert | nicht qualifiziert |
| Johannes Fabian Kattnig | 10 km klassisch |               |               |               |               |                    |                    | 33:57,6 min        | 34                 |
| Johannes Fabian Kattnig | Sprint          | 1:46,16 min   | 9             | 1:48,2 min    | 1             | 5:28,0 min         | 6                  | nicht qualifiziert | nicht qualifiziert |
| Mädchen                 |                 |               |               |               |               |                    |                    |                    |                    |
| Sandra Bader            | 5 km klassisch  |               |               |               |               |                    |                    | 17:26,2 min        | 28                 |
| Sandra Bader            | Sprint          | 1:59,84 min   | 5             | 2:29,4 min    | 6             | nicht qualifiziert | nicht qualifiziert | nicht qualifiziert | nicht qualifiziert |
| Lisa Unterweger         | 5 km klassisch  |               |               |               |               |                    |                    | 16:42,9 min        | 22                 |
| Lisa Unterweger         | Sprint          | 1:59,15 min   | 4             | 2:02,2 min    | 2             | 2:02,0 min         | 6                  | nicht qualifiziert | nicht qualifiziert |

### Skispringen
| Athleten        | Wettbewerb    | Erste Runde | Erste Runde | Finale | Finale | Gesamt | Gesamt |
| Athleten        | Wettbewerb    | Weite       | Punkte      | Weite  | Punkte | Punkte | Rang   |
| --------------- | ------------- | ----------- | ----------- | ------ | ------ | ------ | ------ |
| Jungen          |               |             |             |        |        |        |        |
| Elias Tollinger | Normalschanze | 74,0 m      | 127,4       | 71,0 m | 127,4  | 245,6  | 7      |
| Mädchen         |               |             |             |        |        |        |        |
| Michaela Kranzl | Normalschanze | 50,0 m      | 63,8        | 50,5 m | 64,5   | 128,3  | 13     |

| Athleten                                         | Wettbewerb               | Erste Runde | Zweite Runde | Gesamt | Gesamt |
| Athleten                                         | Wettbewerb               | Punkte      | Punkte       | Punkte | Rang   |
| ------------------------------------------------ | ------------------------ | ----------- | ------------ | ------ | ------ |
| Gemischt                                         |                          |             |              |        |        |
| Michaela Kranzl Paul Gerstgraser Elias Tollinger | Mixed-Team Normalschanze | 272,1       | 276,0        | 548,1  | 7      |

### Snowboard

#### Halfpipe
| Athleten           | Wettbewerb | Qualifikation | Qualifikation | Qualifikation | Halbfinale         | Halbfinale         | Halbfinale         | Finale             | Finale             | Finale             |
| Athleten           | Wettbewerb | Durchgang 1   | Durchgang 2   | Rang          | Durchgang 1        | Durchgang 2        | Rang               | Durchgang 1        | Durchgang 2        | Rang               |
| ------------------ | ---------- | ------------- | ------------- | ------------- | ------------------ | ------------------ | ------------------ | ------------------ | ------------------ | ------------------ |
| Jungen             |            |               |               |               |                    |                    |                    |                    |                    |                    |
| Roland Hörtnagl    | Halfpipe   | 42,25 Punkte  | 10,75 Punkte  | 12            | nicht qualifiziert | nicht qualifiziert | nicht qualifiziert | nicht qualifiziert | nicht qualifiziert | nicht qualifiziert |
| Philipp Kundratitz | Halfpipe   | 31,25 Punkte  | 18,00 Punkte  | 14            | nicht qualifiziert | nicht qualifiziert | nicht qualifiziert | nicht qualifiziert | nicht qualifiziert | nicht qualifiziert |
| Mädchen            |            |               |               |               |                    |                    |                    |                    |                    |                    |
| Johanna Sternat    | Halfpipe   | 10,25 Punkte  | DNS           | 15            | nicht qualifiziert | nicht qualifiziert | nicht qualifiziert | nicht qualifiziert | nicht qualifiziert | nicht qualifiziert |

#### Slopestyle
| Athleten           | Wettbewerb | Qualifikation | Qualifikation | Qualifikation | Finale             | Finale             | Finale             |
| Athleten           | Wettbewerb | Durchgang 1   | Durchgang 2   | Rang          | Durchgang 1        | Durchgang 2        | Rang               |
| ------------------ | ---------- | ------------- | ------------- | ------------- | ------------------ | ------------------ | ------------------ |
| Jungen             |            |               |               |               |                    |                    |                    |
| Roland Hörtnagl    | Slopestyle | 42,75 Punkte  | 45,25 Punkte  | 12            | nicht qualifiziert | nicht qualifiziert | nicht qualifiziert |
| Philipp Kundratitz | Slopestyle | 46,50 Punkte  | 41,75 Punkte  | 11            | nicht qualifiziert | nicht qualifiziert | nicht qualifiziert |
| Mädchen            |            |               |               |               |                    |                    |                    |
| Birgit Rofner      | Slopestyle | 59,75 Punkte  | 52,75 Punkte  | 9             | 33,50 Punkte       | 49,50 Punkte       | 8                  |
| Johanna Sternat    | Slopestyle | 53,50 Punkte  | 53,50 Punkte  | 11            | nicht qualifiziert | nicht qualifiziert | nicht qualifiziert |